# Masdevallia biflora
Masdevallia bicolor là một loài thực vật có hoa trong họ Lan. Loài này được Regel mô tả khoa học đầu tiên năm 1890.

## Hình ảnh

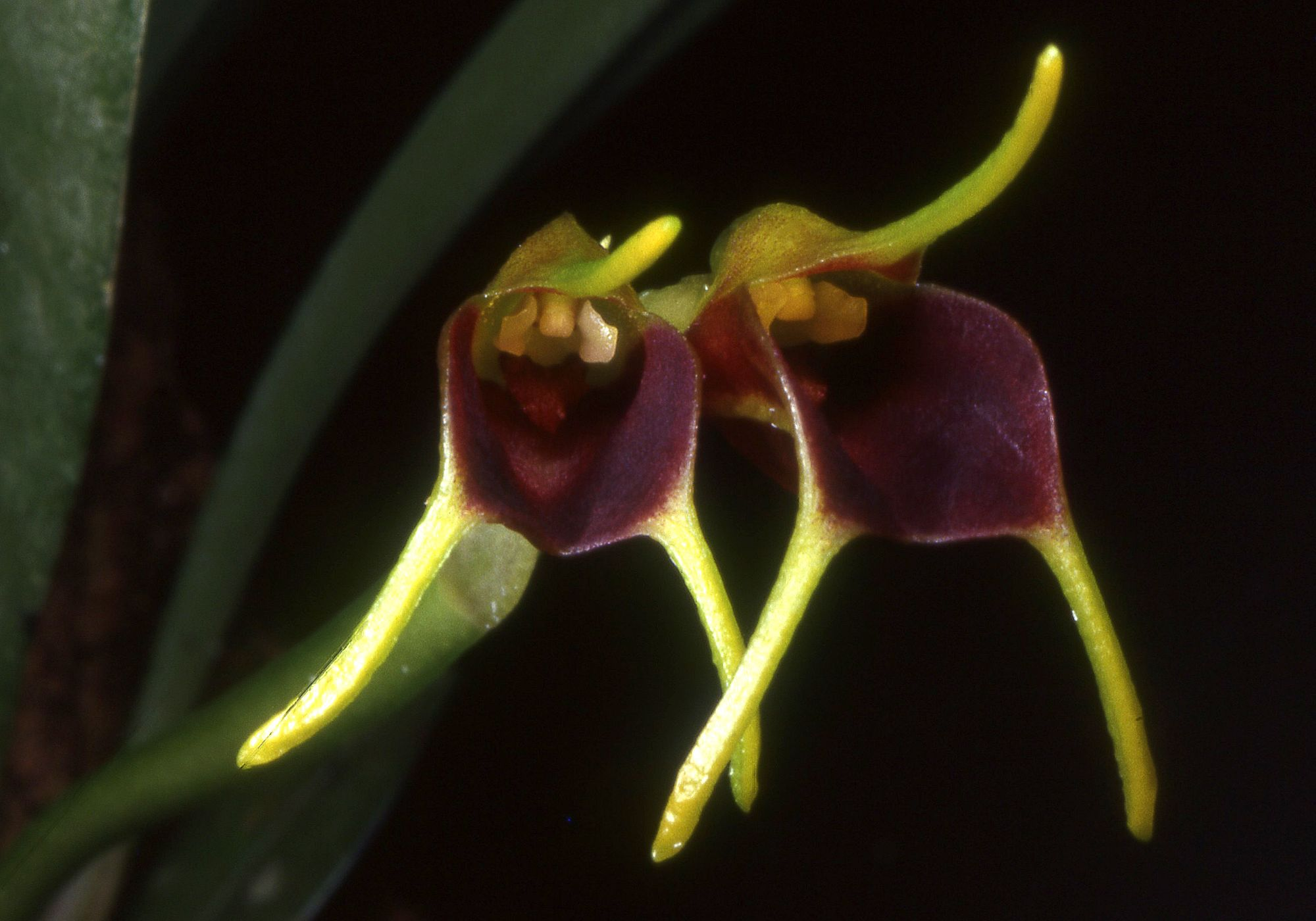
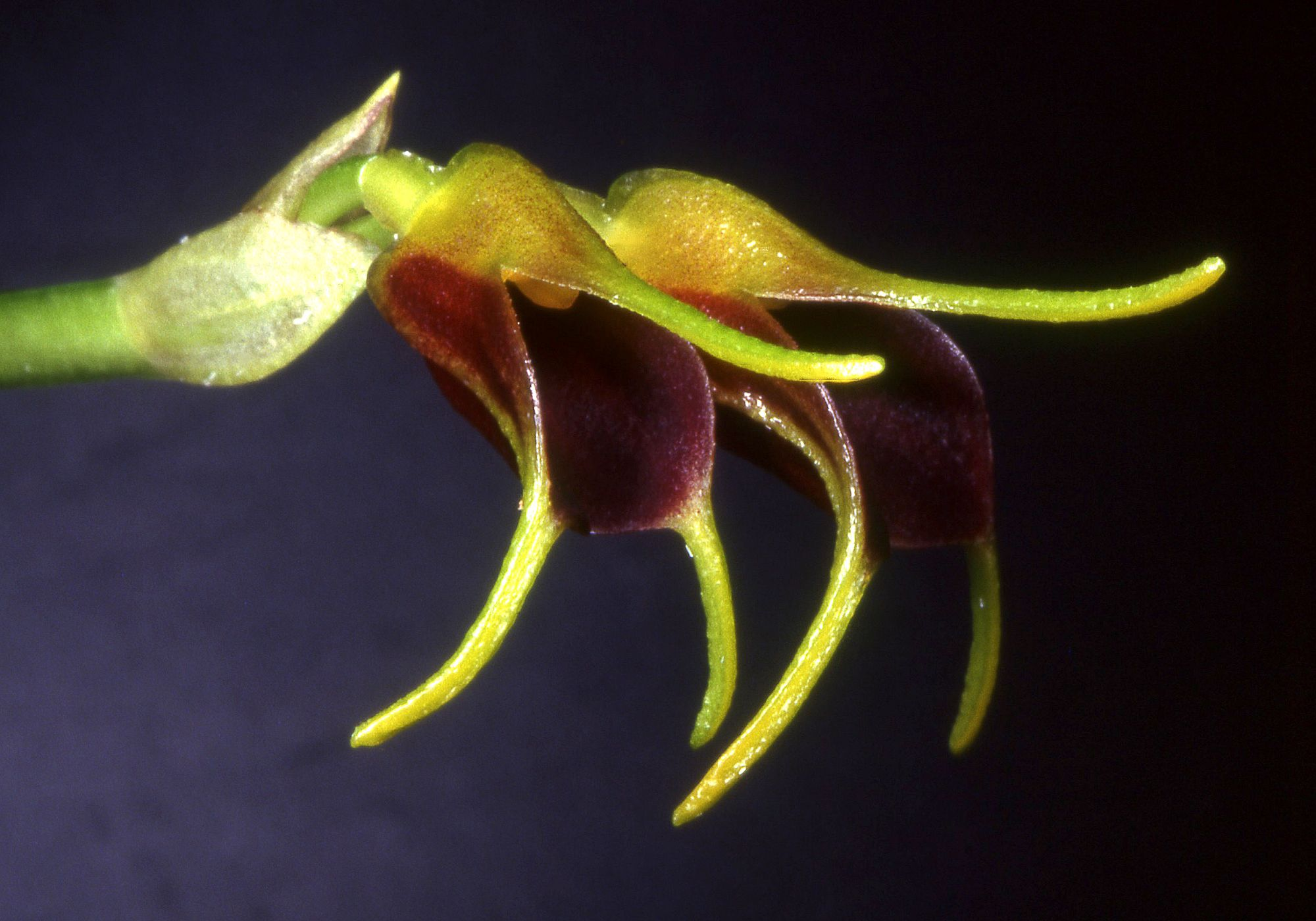
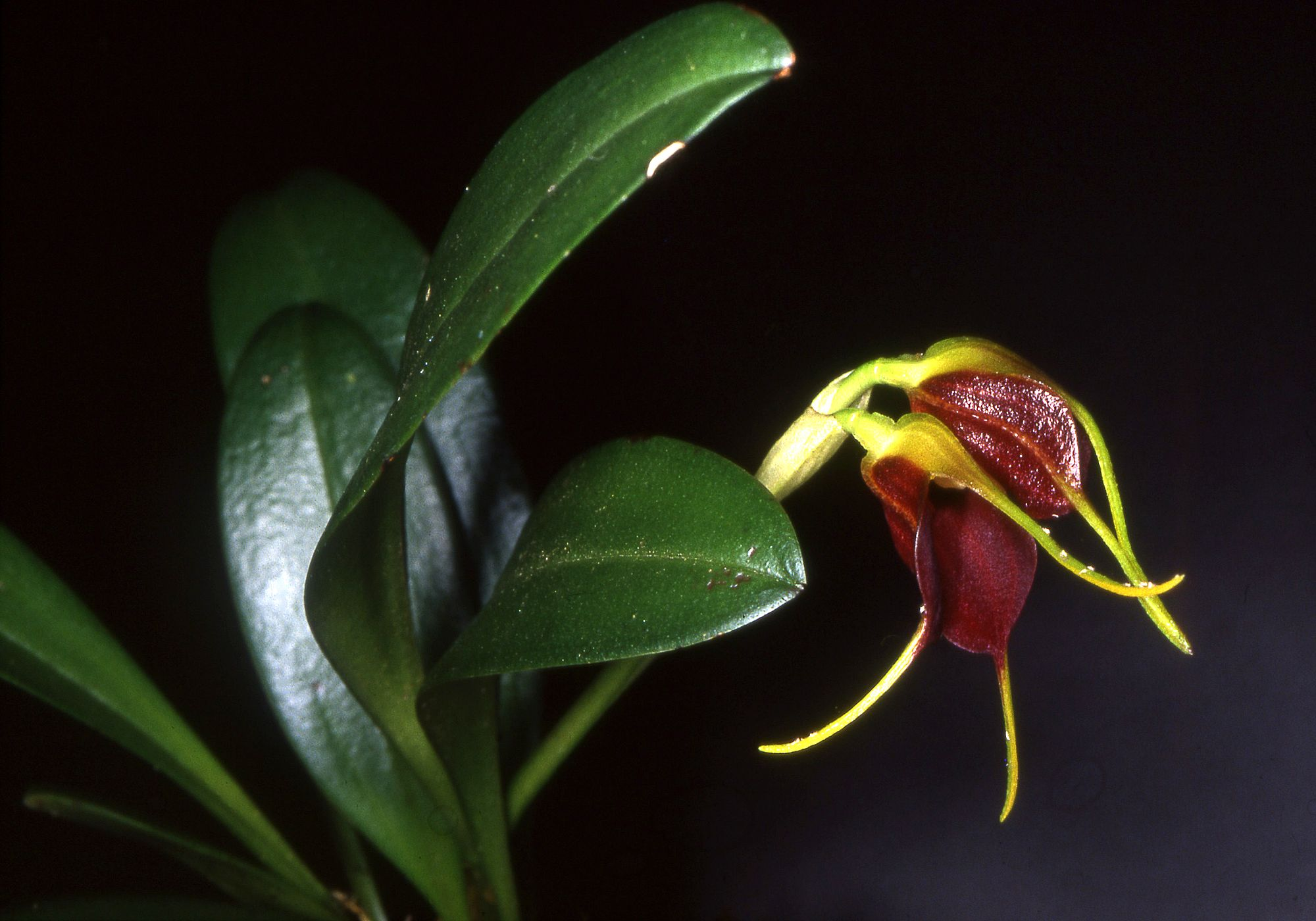
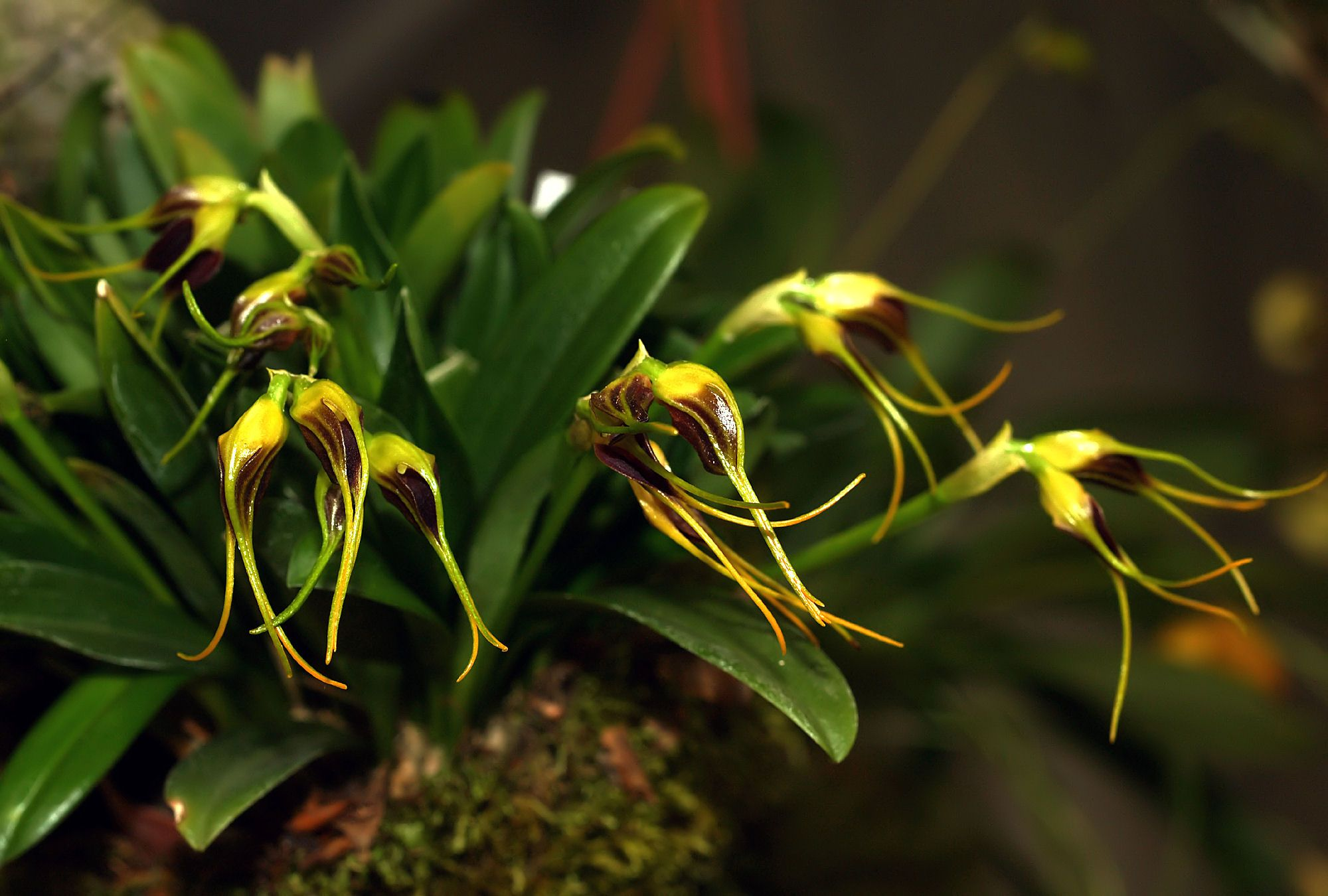